# Tomas Roggeman
Tomas Roggeman, né le 30 octobre 1986 à Termonde, est un homme politique belge, membre de la Nieuw-Vlaamse Alliantie (N-VA).

## Biographie
Tomas Roggeman nait le 30 octobre 1986 à Termonde.
Aux élections législatives fédérales de 2019, Tomas Roggeman est élu à la Chambre des Représentants.